# Міла Мелланова
Міла Мелланова (справжнє ім'я Мілослава Мразкова; 23 серпня 1899, Прага — 23 березня 1964, Прага) — чеська актриса, театральний режисер та перекладачка. Вона зосереджувалась переважно на роботах для дітей та молоді.

## Біографія
З дитинства цікавилася театром, виступала в аматорських ансамблях. У 1918—1921 роках навчалася приватній грі у Марі Хюбнерової, режисурі у Яна Бора (1922—1923). На початку 20-х років вона працювала у Вишеградському освітньому хорі, після 1926 року в ансамблі Scéna dobrých autorů, а в 1931 році стала режисером Театру Урану. Пізніше вона працювала до 1935 року в театрі Шванд.
У 1935 заснувала Празький дитячий театр («Mila Mellanové Art»), де вона була режисером до 1945 р. Це був перший професійний дитячий театр, заснований за зразком Московського дитячого театру. Театр відкрився 2 жовтня 1935 у Стибловському проїзді на Вацлавській площі (згодом театр Семафор). Багато років вона також сама фінансувала цей театр.

Мелланова створила художній колектив, де працювали або співпрацювали режисер Антонін Курш, хореографи Ніке Хонцова, Йожка Шаршеова та Ніна Їрсікова, композитори Ян Зайдель та Вацлав Троян, художники Ян Нушль, Ондржей Секора, Йозеф Веніг, Зденєк Адлер. Актори Карел Ріхтер, Рудольф Грушинський, Антонін Єдлічка, Володимир Салач, Зденек Цехор і Карел Пех.
Під час війни Мелланова їздила з ансамблем на гастролі по Богемії та Моравії та намагалася підтримувати чеський репертуар.

З 1943 року Мелланова керувала в театрі так званим експериментальним молодіжним ансамблем, де готувала молодих людей у віці від п'ятнадцяти до вісімнадцяти років до роботи в театрі. У 1944 році театр був перейменований на Празький молодіжний театр.
У 1951 Йозеф Скупа призначив її драматургом театру S + H (Театр Спейбла і Гурвінка), і вона працювала на цій посаді до 1960 р. З 1961 по 1963 р. була директором та заступником директора театру Слуничко.
Перекладала казки з російської та німецької мов, а також сама писала п'єси для дітей (наприклад, для лялькового театру). Для п'єси Ярослава Фоглара «Табор у Слунечній затоці», яку Фоглар написав для Празького дитячого театру на прохання М. Мелланової, вона сама написала текст пісні «Добробут». Іноді вона знімалася в другорядних ролях у кіно з 1926 року, а також багато років співпрацювала з радіо. З 1953 року викладала на кафедрі лялькового мистецтва DAMU.